# Andrea Turato
Andrea Turato (Salò, 5 febbraio 1974) è un allenatore di calcio ed ex calciatore italiano, di ruolo difensore, tecnico in seconda del Bassano Virtus.

## Carriera

### Giocatore
Cresciuto nel Brescia dal 1993 al 1995 gioca per l'Ospitaletto. Nel 1995 gioca per il Novara mentre dal 1996 al 1998 disputa i suoi primi campionati di Serie B con il Padova. Nel 1998 veste la maglia della Ternana e nel 2000 gioca prima per la Reggiana e poi per il Cittadella squadra che ritroverà nel 2007. Dal 2003 al 2006 gioca in Serie B per Venezia e Brescia. Nel 2006 gioca per la Sangiovannese mentre nel 2009 passa al FeralpiSalò.
Ha giocato 233 partite in Serie B segnando 4 gol.

### Allenatore
Nell'estate 2012 entra a far parte dello staff tecnico del Bassano Virtus. Nel dicembre 2013 assume la carica di allenatore dei Giovanissimi nazionali dell'Unione Venezia.

## Palmarès

### Giocatore

#### Competizioni nazionali
- Serie C2: 1

Novara: 1995-1996